# Filipe Ramos
Filipe Manuel Esteves Ramos, noto semplicemente come Filipe Ramos (Luanda, 21 aprile 1970), è un allenatore di calcio ed ex calciatore portoghese, di ruolo centrocampista.

## Palmarès

### Giocatore

#### Club
- Coppa del Portogallo: 1

Sporting Lisbona: 1994-1995

#### Nazionale
- Campionato mondiale Under-20: 1

Portogallo: Arabia Saudita 1989